# Vincent Klyn
Vincent „Vince“ Klyn (* 30. Juni 1960 in Auckland) ist ein neuseeländischer ehemaliger Schauspieler und Surfer.

## Leben
Klyn wurde in Neuseeland geboren. Während seines vierten Lebensjahres zog die Familie nach Honolulu, Hawaii. Dort besuchte er die ʻAiea High School. Er begann in sehr jungen Jahren mit dem Surfen. Mit nur 13 Jahren trat er auf professionellen Surfstrecken an. Klyn nahm an der World Wide Surf Tour mit und gehörte zu dieser Zeit zu den fünf besten Surfern der Welt.
Seine erste Nebenrolle hatte er in dem Film Cyborg an der Seite von Jean-Claude Van Damme. Im selben Jahr war er in Red Surf zu sehen, wo seine Erfahrungen als Surfer ihm entgegen kamen. In den nächsten Jahren folgten weitere Nebenrollen in vornehmlich Actionfilmen. Von 1992 bis 2000 war er in unregelmäßigen Abständen in der Fernsehserie Baywatch – Die Rettungsschwimmer von Malibu sowie in dem auf der Serie basierenden Spielfilm Baywatch – Hawaii kann auch ganz anders sein zu sehen. 2002 durfte er in Warrior die Hauptrolle des Dreadmon verkörpern. Zuletzt war er 2004 in einer Rolle in Max Havoc: Curse of the Dragon als Filmschauspieler im Einsatz.

## Filmografie
- 1989: Cyborg
- 1989: Red Surf
- 1991: Kickboxer 2 – Der Champ kehrt zurück (Kickboxer 2: The Road Back)
- 1991: Bloodchamp (Bloodmatch)
- 1991: Gefährliche Brandung (Point Break)
- 1991: Dollman – Der Space-Cop! (Dollman)
- 1992–2000: Baywatch – Die Rettungsschwimmer von Malibu (Baywatch ) (Fernsehserie, 6 Episoden, verschiedene Rollen)
- 1993: Nemesis
- 1993: Hit Back – Die Fährte des Mörders (Conflict of Interest)
- 1993: Cyborg Warriors (Knights)
- 1993: Die Abenteuer des Brisco County jr. (The Adventures of Brisco County, Jr.) (Fernsehserie, Episode 1x10)
- 1994: Double Dragon – Die 5. Dimension (Double Dragon)
- 1995: Fist of Justice
- 1995: Baywatch – Hawaii kann auch ganz anders sein (Baywatch: Forbidden Paradise) (Fernsehfilm)
- 1995: Final Equinox
- 1996: Night Hunter
- 1996: Lautlos und tödlich (Raven Hawk) (Fernsehfilm)
- 1996: Prey of the Jaguar
- 1997: Blast – Das Atlanta-Massaker (Blast)
- 1997: Nash Bridges (Fernsehserie, Episode 2x23)
- 1997: Angry Dogs
- 1998: In Gottes Hand (In God's Hands)
- 1998: Wind on Water (Fernsehserie, 2 Episoden)
- 1999: Mit Vollgas durch die Nacht (Late Last Night)
- 1999: Urban Menace
- 1999: Corrupt
- 2000: The Wrecking Crew
- 2001: Ticker
- 2001: Gangland L.A. (Gangland)
- 2002: Warrior
- 2004: Max Havoc: Curse of the Dragon